# Sart-Culpart (Metro de Charleroi)
La estación de Sart-Culpart es una estación de la red de Metro de Charleroi, operada por la línea .
Inicialmente, esta estación iba a ser el término de la "antena" a Gilly y, por lo tanto, de la línea , aunque finalmente esta función se la llevó la estación Soleilmont.

## Presentación
La estación tiene dos andenes laterales, tipología no muy común en la red. Está situada en medio de la rue Goffart, dividiéndola en dos. En un principio, su ubicación estaría unos metros más al este, donde la autovía  R3 .

## Accesos
- Rue Goffart (abajo)
- Rue Goffart (arriba)